# Nintendo Entertainment System
Nintendo Entertainment System (NES) (o Famicom al Japó) és la segona consola de Nintendo. Llançada l'any 1985 va tenir molt d'èxit, tenia 8 bits, va vendre 62 milions de consoles i va disposar de més de 500 videojocs fins que es va deixar de produir-ne l'any 1996. Coneguda també com a NES, Nintendo NES i/o N.I.S. és una videoconsola de vuit bits pertanyent a la tercera generació en la indústria dels videojocs. Va ser llançada per Nintendo a Amèrica del Nord, Europa i Austràlia entre 1985 i 1987. En la major part del continent asiàtic, incloent al Japó (on es va comercialitzar per primera vegada el 1983), Xina, Vietnam, Singapur, Laos, Cambodja i Filipines era coneguda amb el nom de Family Computer (ファミリーコンピュータ), abreujat comunament com Famicom (ファミコン), o simplement FC. A Corea del Sud es va dir Hyundai Comboy (현대 컴보이) i va ser distribuïda per Hyundai Electronics, mentre que a regions com Rússia i el sud d'Àsia va passar a denominar-se Dendy (Де́нди) i Tata Famicom, respectivament. El 1990, la Super Nintendo va reemplaçar a Nintendo NES al mercat. Va ser descontinuada el 1994, i el seu últim títol va ser Wario's Woods. L'any 2013 Capcom va llançar una edició limitada de 150 unitats d'un cartutx original de NES de color daurat, amb el joc Ducktales.
El 14 de juliol del 2016, Nintendo va anunciar que la clàssica consola seria rellançada en la versió Nes Classic Mini l'11 de novembre de 2016, una versió en miniatura de la consola amb 30 jocs instal·lats en la memòria i amb suport HDMI.
És considerada com la videoconsola més reeixida de la seva època. En aquest moment, Nintendo NES era considerat com el sistema més comercialitzat a nivell mundial, principalment a Àsia i Amèrica del Nord; a Europa, va impactar també de manera important, encara que el seu nivell de vendes es va mantenir per sota de l'aconseguit per la consola Sega Master System. Mundialment, Nintendo va vendre un total de 61.900.000 unitats NES: 19.350.000 al Japó, 34.000.000 en el continent americà i 8.500.000 en altres regions. Va contribuir a revitalitzar de forma significativa la indústria nord-americana dels videojocs, la qual havia sofert prèviament un desastre financer que va ocasionar que diverses empreses especialitzades fessin fallida, a més d'establir el nivell estàndard per a consoles posteriors en aspectes primordials com el disseny de cada joc i plantejament de comandaments. El joc inclòs amb la consola, Super Mario Bros, va popularitzar el gènere de les plataformes i va introduir elements que haurien de ser després copiats en altres jocs subsegüents. Els refinaments de creuera usats en el controlador de NES serien incorporats després en cada nova consola principal en endavant; Nintendo va obtenir per aquest tipus de comandament un reconeixement Emmy en la categoria de desenvolupament excel·lent a nivell tècnic o d'enginyeria. Així mateix, a partir d'aquesta consola Nintendo va establir un model de negocis estandarditzat en l'era contemporània i referent a la llicència de programari per a desenvolupadors tipus third-party.

## Història
En la dècada dels setanta i principis dels vuitanta, Nintendo es va concentrar en els jocs recreatius o àrcade (equip operat amb fitxes o monedes, que inclou un o pocs jocs i s'instal·la en llocs públics) que van acabar sent molt reeixits. A principis de la dècada de 1980, Nintendo va iniciar el projecte de convertir els dissenys de Masayuki Uermura en la seva primera consola per a la llar, que va ser llançada al Japó el 1983. Aquesta primera consola era el Nintendo Family Computer (Famicom). El primer any no va ser bo, ja que el sistema era poc confiable i tendia a congelar-se. Les noves unitats van incorporar millors targetes mare i el Famicom va desapegar i va arribar a convertir-se en la consola més venuda al Japó el 1984. Encoratjat per l'èxit, Nintendo va posar els seus ulls sobre el mercat Nord-americà.
La consola va ser anunciada per primera vegada als Estats Units en el Consumer Electronics Show el gener de 1984 amb el nom original de Famicom i vindria acompanyada per 25 jocs. Per a l'hivern del mateix any, es va anunciar que la consola canviaria de nom a Nintendo Entertainment System; aquesta vegada només comptaria amb 20 jocs. Als Estats Units la consola va ser tan popular com al Japó.
Al juny de 1986 el Sega Master System (SMS) va ingressar en el mercat dels EUA, però va enfrontar una competència molt dura a causa de la situació pràcticament de monopoli exercida per Nintendo als EUA. No obstant això, a Europa la Sega Master System dominava, i la competència va ser més equilibrada, la qual cosa va motivar a Nintendo a fer llicències de jocs de Sega Master System per a la seva consola. Per a la resta de la dècada, Nintendo va tenir el primer lloc indisputat de vendes als EUA i al Japó, i la companyia es va convertir en la corporació més reeixida de la nació oriental en els voltants de la dècada de 1990.
No obstant això, l'última dècada del segle xx va començar a veure sistemes tecnològicament més avançats que la vella consola de 8 bits, com la Sega Mega Drive de 16 bits. Nintendo va llançar una nova consola de 16 bits per poder competir, la Super Nintendo Entertainment System (Super NES), i gradualment la base de fans i de jocs per a la NES es va anar extingint. El 1996 la consola va deixar de produir-se oficialment, però els seus fans encara avui continuen fidels a Nintendo i als seus nous productes.

### Llançament al Japó: Famicom

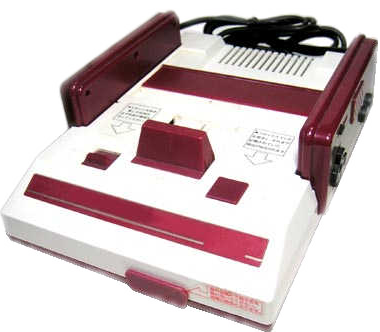
Family Computer (Famicom)

Després d'una sèrie de llançaments arcade a principis dels anys 1980, Nintendo va concebre la producció d'una videoconsola a força de cartutxos. Sota aquest concepte, Masayuki Uemura i el seu equip Nintendo R&D es van encarregar de dissenyar un sistema de joc que fos menys costós que els seus competidors directes i que a més tingués un acompliment reeixit al mercat amb la finalitat de que no pogués ser sobrepassat a nivell comercial per altres sistemes rivals, almenys en un període d'un any. El seu llançament es va produir al Japó el 15 de juliol de 1983, tenint un preu de 14.800 JPY i sent acompanyada de tres reeixits «jocs inclosos» de tipus arcade (Donkey Kong, Donkey Kong Jr. i Popeye). No obstant això, després d'haver-hi assolit bones vendes en els seus primers mesos, es va evidenciar una fallada tècnica en la Family Computer (més coneguda com a Famicom) produïda per una col·locació deficient del circuit integrat, la qual cosa causava que el sistema es «congelés» amb prou feines era executat el programari. Després d'arreglar la deficiència amb una nova placa base, la qual cosa va requerir el cessament temporal de la distribució de la Famicom al mercat, la seva popularitat es va disparar, superant a nivell comercial al seu competidor directe, Sega SG-1000, i passant a convertir-se en el sistema més venut al Japó a la fi de 1984 —fins a aquest moment, Nintendo havia venut més de dos milions i mig de Famicoms en territori japonès.

### La versió nord-americana: NES

#### Nintendo Advanced Video System

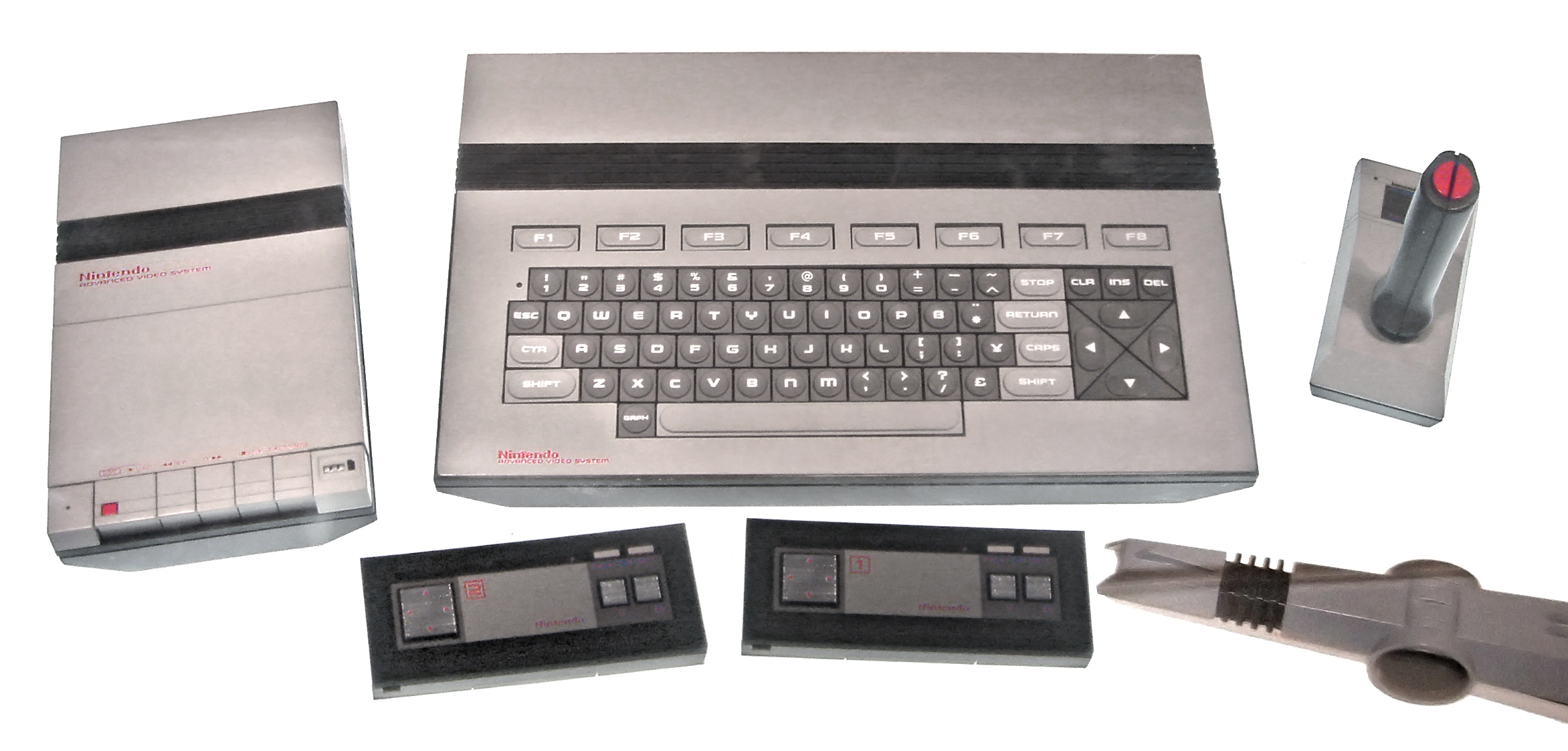
Dispositius que haurien de ser usats per la consola Nintendo Advanced Video System.

La companyia Nintendo, sentint-se encoratjada pel triomf aconseguit al Japó, va fixar la seva atenció al mercat nord-americà. D'aquesta forma, va entrar en una etapa de negociacions amb Atari amb la finalitat de que aquesta distribuís la Famicom en aquest continent sota el nom de Nintendo Advanced Video Gaming System (en català, «Sistema avançat de videojocs Nintendo»), encara que a l'últim moment l'acord va fracassar. D'igual manera, els plans subsegüents consistents a comercialitzar una Famicom a Amèrica del Nord (amb la denominació de Nintendo Advanced Video System) acompanyada ja fos d'un teclat, una unitat de cinta casset, una palanca de control desproveït de cables o un cartutx especial amb llenguatge BASIC, mai es van veure materialitzats. Masayuki Uemura inicialment va concebre usar un processador de 16 bits, però el va canviar i es va centrar en el microprocessador MOS 6502 que resultava menys costós, afegint-li un circuit gràfic (Picture Processing Unit).Temps després, s'hauria de llançar un casset de dades al costat d'un traductor BASIC i un teclat, que en conjunt es van conèixer com a Famicom Data Recorder i Family Basic, respectivament. De fet, el projecte Nintendo Advanced Video System va arribar a exhibir-se en el Consumer Electronics Show (CES) de 1984 i, tot i que els assistents a l'esdeveniment van reconèixer la tecnologia avançada del sistema, va haver-hi una resposta generalment desfavorable respecte a la funcionalitat del teclat i la palanca de control sense cables.

#### Nintendo NES

Logotip de Nintendo NES

Al juny de 1985, Nintendo va donar a conèixer una versió totalment diferent de la Nintendo Advanced Video System en l'esdeveniment CES d'aquest any, abandonant per a això el concepte d'una computadora domèstica. Aquest sistema va passar a conèixer-se com Nintendo Entertainment System i peculiarment va conservar diversos elements dissenyats inicialment per al projecte original (Nintendo Advanced Video System), tals com el color gris i l'aspecte físic d'una caixa. Amb tal d'aconseguir un efecte positiu en el nivell de vendes, Nintendo va optar per fabricar un «sistema d'entreteniment» en comptes d'una «consola», establint d'aquesta forma a la Famicom americana com una joguina amb accessoris exclusius tals com una pistola de llum (Nintendo Zapper) i un accessori robòtic (R.O.B.) a força de bateries que responia físicament als centelleigs d'una pantalla. Tot i que el robot va atreure un major interès per la NES, els detallistes no estaven disposats a signar un contracte per distribuir-lo al mercat. Només després d'una intensa campanya publicitària duta a terme per l'equip «Nintendo SWAT», consistent en telemàrqueting i demostracions en centres comercials, així com una proposició lliure de risc per als detallistes, va fer que Nintendo va poder assegurar el suport d'aproximadament cinc-cents detallistes per així dur a terme una recerca de mercats a Nova York, on, el 18 d'octubre de 1985, l'empresa va llançar un total de 100.000 consoles NES com a enviament inicial. Cada paquet incloïa un sistema Nintendo NES, un parell de gamepads, un dispositiu robòtic, una pistola de llum, i els jocs Gyromite i Duck Hunt. Després d'un augment considerable en les vendes durant la temporada nadalenca, Nintendo va decidir realitzar una nova prova de mercat a Los Angeles el febrer de 1986, la qual va continuar a les ciutats de Chicago i San Francisco. En abastar un total de dotze ciutats nord-americanes, finalment al setembre es va distribuir per tot el país.

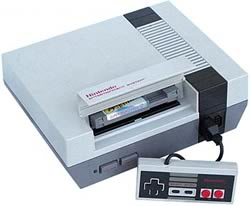
Nintendo Entertainment System (NES)

En el procés, Nintendo va signar un acord de distribució amb l'empresa Worlds of Wonder, a partir del qual va incloure els populars Teddy Ruxpin i Lazer Tag amb el propòsit de fer que més botigues optessin per comercialitzar la NES. De forma simultània, l'empresa va llançar un total de divuit jocs. Els jocs que es van llançar de manera simultània a l'estrena de la consola a Amèrica del Nord són els següents: 10-Yard Fight, Baseball, Clu Clu Land, Donkey Kong Jr. Math, Duck Hunt, Excitebike, Golf, Gyromite, Hogan's Alley, Ice Climber, Kung-Fu Master, Mach Rider, Pinball, Stack-Up, Super Mario Bros, Tennis, Wild Gunman i Wrecking Crew. Resulta destacable esmentar que, per accelerar la distribució d'aquests títols per a la temporada nadalenca, algunes varietats d'aquests jocs contenien circuits propis de la Famicom al costat d'un adaptador perquè poguessin ser compatibles amb els sistemes del continent americà.

### Distribució a Europa i Austràlia
Tant a Europa com a Austràlia la NES es va llançar en dues regions comercials diferents (referides com «A» i «B»); en aquesta última, formada per la major part del continent europeu —sense incloure a Itàlia—, la distribució va ser manejada per diferents empreses, sent Nintendo la responsable de la majoria dels llançaments en cartutx. Finalment, la consola va debutar en aquesta regió el 1986. D'altra banda, Mattel es va encarregar de la distribució per a la regió A, integrada per Regne Unit, Irlanda, Itàlia i Nova Zelanda, encara que aquesta zona va haver d'esperar fins a 1987 per poder començar a comercialitzar el sistema. El 1990, amb motiu de la creació de la sucursal europea de Nintendo, la distribució a Europa finalment hauria de recaure en Nintendo. Curiosament, la Nintendo NES no va estar disponible als països del Bloc de l'Est, tals com la República Democràtica Alemanya, la Unió Soviètica i Iugoslàvia. Malgrat el rendiment deslluït del sistema fora del Japó i Amèrica del Nord, per a començaments de 1990 la NES havia superat a nivell comercial a qualsevol altra consola llançada prèviament, convertint a Nintendo en l'empresa més reeixida al Japó d'aquesta època, després d'haver superat a Toyota.

### Últims anys

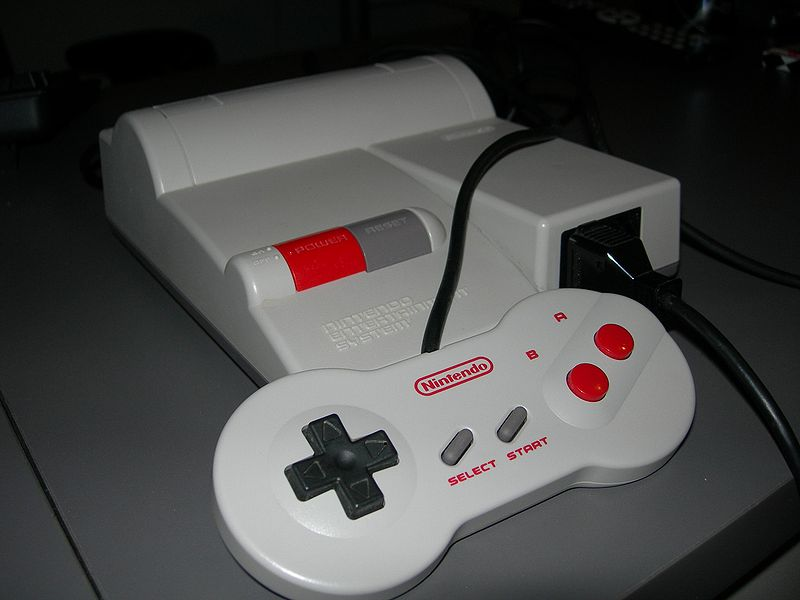
Nintendo NES 2, la versió millorada de la NES original va aparèixer entre 1993 i 1994.

En els anys 1990 van sorgir sistemes tecnològicament superiors a la Nintendo NES (entre ells la Sega Mega Drive), els quals haurien de marcar la fi del domini en la indústria dels videojocs de la NES. Eclipsada així mateix per la nova Super Nintendo, la base d'usuaris de la NES va disminuir de manera gradual amb el pas del temps. Malgrat això, Nintendo va continuar comercialitzant el sistema a Amèrica del Nord durant la primera meitat de la dècada, llançant igualment una nova versió (coneguda com a NES 2 a Amèrica i HVC-101 al Japó), amb tal de solucionar molts dels defectes en el disseny del maquinari original. Els últims jocs que es van distribuir per la NES van ser Takahashi Meijin no Bōken Jima IV (pertanyent a la sèrie Adventure Island) al Japó, mentre que Sunday Funday i Wario's Woods es van convertir en els seus últims títols publicats a Amèrica del Nord (el primer d'ells sense cap llicència, i el segon sent l'únic de la seva generació amb una classificació de l'ESBR). A causa de les vendes decreixents i l'absència de nous jocs, Nintendo of America va discontinuar oficialment el sistema el 1995. No obstant això, Nintendo of Japan va seguir produint noves unitats Famicom fins a setembre de 2003, moment en el qual finalment va discontinuar la línia. Tot i que els desenvolupadors van cessar la producció d'aquest sistema, algunes franquícies reeixides de la NES es van traslladar a les noves consoles (primordialment a la Super Nintendo), romanent populars des de llavors. Exemples d'aquestes són Super Mario Bros, The Legend of Zelda i Metroid (totes elles de Nintendo), així com Mega Man (de Capcom), Castlevania (de Konami), Final Fantasy i Dragon Quest (els 2 últims de Square Enix respectivament). Al seu torn, Nintendo of Japan va seguir reparant Famicoms fins al 31 d'octubre de 2007, instant en què es va fer evident una major escassetat dels accessoris necessaris per al funcionament del sistema. Quan la NES va deixar d'existir al mercat, més de 60.000.000 unitats havien estat comercialitzades a nivell mundial.

### Rellançament
Una nova versió de la NES va ser rellançada l'11 de novembre de 2016 sota el nom Nes Classic Mini amb una grandària inferior i sortida HDMI amb 30 jocs integrats i sense la possibilitat d'ampliar el catàleg.

## Característiques físiques
Aquesta consola va ser la primera videoconsola de Nintendo i físicament difereix molt en el seu disseny de la seva contrapart japonesa.
El seu disseny és bàsicament quadrat: la part frontal, es troben a baix a l'esquerra el led indicador d'encesa i els botons POWER (encès/apagat) i RESET (reinicia), a baix a la dreta els dos ports de control; cap a la part dreta hi ha l'àudio/vídeo, darrere hi ha vídeo compost i el seu selector de canal i finalment a baix en la base la badia EXT per a connectar additaments com una unitat de disquets que mai va sortir al mercat fora del Japó.

### Comandaments

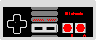
Comandament

El disseny dels comandaments de la NES consistia en un control quadrat amb la següent distribució de botons: a l'esquerra el PAD direccional ↑, ↓, ←, →, en el centre el botó START (pausa) i SELECT, i a la dreta els botons A i B.
Addicionalment la Nintendo NES va tenir comandaments específics per a alguns jocs, com una pistola d'infrarojos (la Nintendo Zapper, la qual és molt apreciada actualment, i molt difícil de trobar en bon estat), a més d'un tapet de ball i un guant anomenat Power Glove entre d'altres.

## Cartutxs de jocs
La NES usava cartutxs de joc grisos de 13,5 cm per 12,0 cm per 1,7 cm
Cal destacar com a curiositat que la primera vegada en la història dels videojocs que es va donar la possibilitat al jugador de salvar les seves partides i poder continuar-les en un altre moment, gràcies a una petita pila instal·lada dins del cartutx, es va donar l'any 1986 amb el joc The Legend of Zelda.
A l'Amèrica van ser llançats un total de 771 jocs.
Llista oficial de jocs per als EUA en format PDF.
Els jocs més venuts d'aquesta consola, amb més d'un milió de còpies, són:
- Super Mario Bros (les tres edicions)
- The Legend of Zelda
- Teenage Mutant Ninja Turtles
- Dragon Warrior (edicions II, III i IV)

## Versions
La Nintendo NES va ser venuda en dues versions: la versió original NES-001, que va ser distribuïda durant la major part del cicle de vida de la consola, i una versió més compacta llançada a principis dels noranta. Cal destacar que també es van comercialitzar molts tipus de còpies pirates d'aquesta consola, provinents majoritàriament d'Àsia i venudes principalment en països subdesenvolupats.

## Conjunts nord-americans
Per al seu llançament a Amèrica del Nord el 1985, es va llançar en dues diferents configuracions o «conjunts». De fet, la coberta era idèntica, només que cada conjunt era empaquetat amb diferents cartutxos i accessoris. El primer d'aquests sets, el Control Deck, era comercialitzat per 199,99 dòlars (xifra que equival a 396 dòlars contemporanis), consistint únicament en la consola, mentre que l'altre (anomenat Deluxe Set) estava conformat per la consola, un accessori robòtic (R.O.B.), una pistola de llum i dos cartutxos: Duck Hunt i Gyromite, arribant a vendre's per 249,99 dòlars (igual a 495 dòlars en l'actualitat).
Per a la resta del període comercial de Nintendo NES a Amèrica del Nord, es va reempaquetar en noves configuracions amb la finalitat d'aprofitar accessoris més nous o títols més populars. Un altre paquet subsegüent va ser el NES Action Set, llançat al novembre de 1988 pel preu de 149,99 dòlars (equivalent a 270 dòlars d'avui dia), el qual hauria de reemplaçar als primers dos conjunts, incloent la consola, la pistola de llum, dues controls i una versió multicart (terme per referir-se a un cartutx que incloïa dos jocs diferents) de Super Mario Bros i Duck Hunt. D'aquesta manera, l'Action Set va passar a convertir-se en la configuració més reeixida dels paquets llançats per Nintendo. Un mes després, al desembre de 1988, per coincidir amb el llançament del controlador en forma de catifeta (denominat Power Pad), Nintendo va distribuir el nou conjunt Power Set, que estava integrat per la consola, la Power Pad, la pistola de llum, dos controls i un multicart que contenia els jocs Super Mario Bros, Duck Hunt i World Class Track Meet. El 1990, va aparèixer la configuració Sports Set, que al seu torn va incloure la consola, un adaptador de diverses pulsacions sense fil per infrarojos (NES Satellite), quatre controls i un multicart amb O.S. Championship V'Ball i Nintendo World Cup.

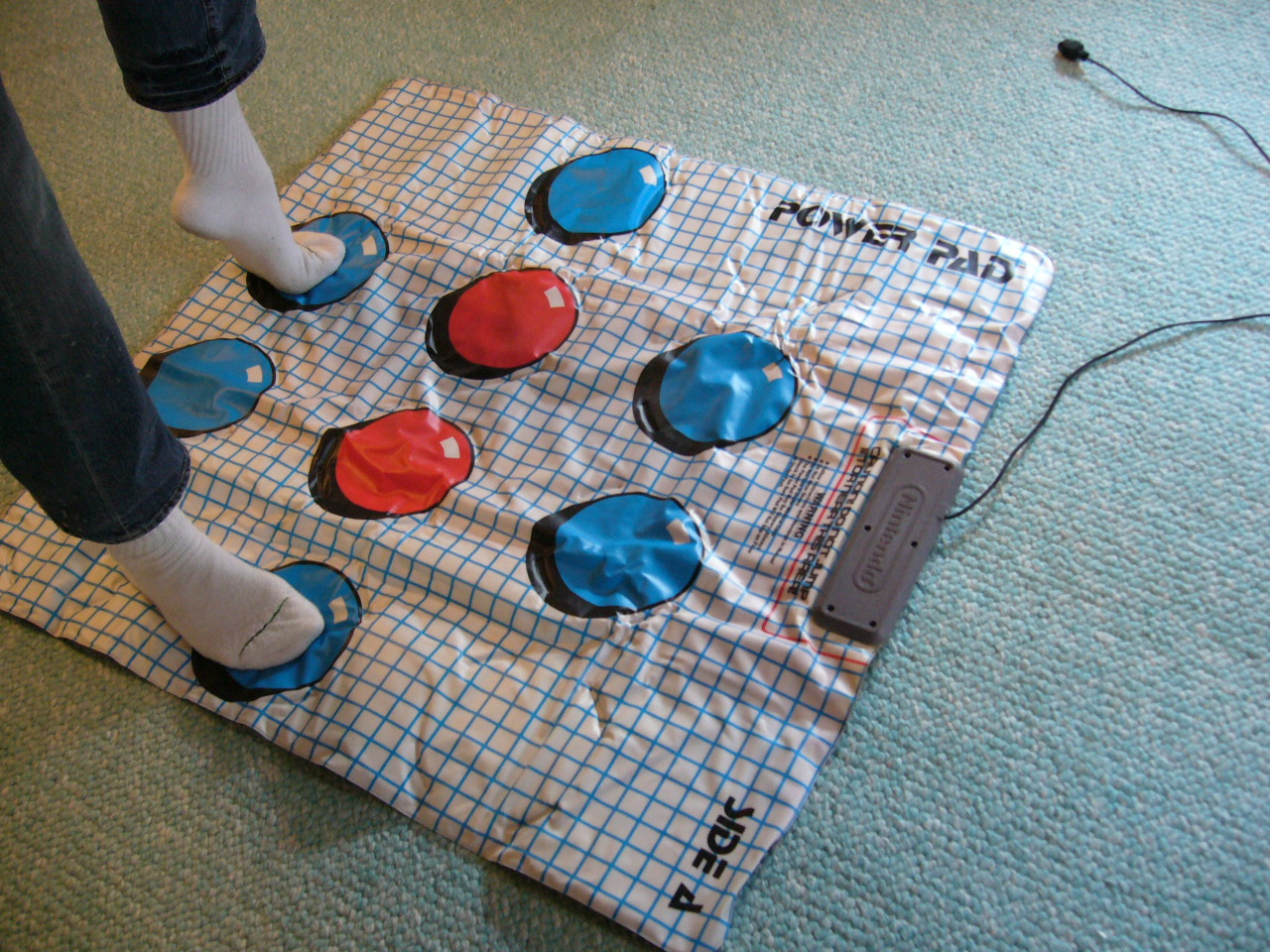
El Power Pad, un controlador en forma de catifeta, es va llançar per primera vegada en el set NES Power Pad de 1988.

Es van llançar un total de dos conjunts més usant la NES original; el Challenge Set que incloïa la consola, dos controls i un cartutx amb el joc Super Mario Bros 3 i el Basic Set (llançat el 1987), que únicament comptava amb la consola i dos controls, sense cap cartutx en el paquet. En canvi, contenia un llibre anomenat «Guia de l'Usuari de Nintendo», que al seu torn tenia informació detallada per a cada joc NES existent fins a aquest moment. Finalment, es va redissenyar tant per al mercat nord-americà com per al japonès com a part d'un últim set concebut per Nintendo. Així, la nova NES es va rellançar sota el nom de Control Deck a Amèrica del Nord i AV Family Computer al Japó. El paquet incloïa la nova consola i un control dissenyat a manera d'un «os de gos». Aquest últim es va llançar a l'octubre de 1993 a Amèrica del Nord, sent venut per 49,99 dòlars (equivalent a 74 dòlars en l'època contemporània)Plantilla:Qua, i arribant a produir-se fins al cessament de la distribució de la consola, el 1995.

## Diferències regionals
Encara que la Famicom i les versions NES nord-americana i europea posseïen essencialment el mateix maquinari, van existir certes diferències notòries entre aquests sistemes:
- Disseny diferent de la carcassa. La Famicom tenia una ranura en la part superior on s'introduïen els cartutxos, així com un port d'expansió de 15 pins radicat en el panell frontal de la unitat, el qual estava dissenyat per connectar accessoris (de tal forma que els controls es trobaven connectats en la part posterior), comptant així mateix amb un disseny en vermell i blanc. D'altra banda, la NES posseïa una ranura per als cartutxos en la part frontal, tenint al seu torn un disseny de colors més moderat respecte al sistema japonès (gris, negre i vermell). D'igual manera, hi havia un port d'expansió en la part inferior de la unitat, mentre que el connector pinout de cada cartutx consistia en una versió modificada dels utilitzats per la Famicom. La NES Europea té les següents mesures: 260 mm d'ample per 190 mm de fons i 73 mm d'alt.

- Cartutxos de 60 i 72 pins. Tant la Famicom original com la versió AV Family Computer utilitzaven un disseny de cartutx equivalent a 60 pins, la qual cosa donava lloc a dispositius d'emmagatzematge més petits en comparació als de la NES, que usaven un disseny de 72 pins. En aquesta última, quatre pins eren usats per al circuit de tancament conegut com a «10NES»,[39] mentre que un total de deu pins es disposaven per connectar un cartutx directament al port d'expansió situat en la part inferior de la unitat. Finalment, un parell de pins que s'havien concebut per la Famicom, i que tenien la funció d'expandir el so provinent dels cartutxos, van ser eliminats de les consoles NES. Molts dels primers jocs distribuïts a Amèrica del Nord (com a exemple stack-up) consistien en simples cartutxos de la Famicom units a un adaptador (entre ells el T89 Cartridge Converter) perquè poguessin ser compatibles amb el maquinari de la NES. Això es va fer així per reduir costos i inventari, usant Nintendo en el seu lloc les mateixes plaques base de cartutx tant a Amèrica del Nord com al Japó.

- Perifèrics. Es van llançar certs perifèrics i programes exclusius per a Famicom. No obstant això, només alguns d'aquests haurien d'aparèixer fora de territori japonès.
- Family BASIC és una aplicació del llenguatge BASIC per la Famicom que permetia a l'usuari programar els seus propis jocs. Per diversos desenvolupadors de programari de l'empresa, aquest mètode es va convertir en la primera forma de programació de la consola japonesa.
- Famicom MÒDEM és un mòdem que possibilitava la connexió a un servidor de Nintendo que al seu torn proporcionava dades com a bromes, notícies (principalment relacionades amb l'empresa), estratègies per a cada joc i reportatges del clima imperant al Japó en un moment determinat; així mateix, tenia la funció de permetre la descàrrega d'un nombre petit de programes. A diferència de Family BASIC, es va avaluar un mòdem als Estats Units per part de l'empresa Minnesota State Lottery. En cas d'haver estat distribuït en aquest país, el dispositiu hauria permès als jugadors comprar bitllets de loteria amb la seva consola NES. No obstant això, no es va arribar a comercialitzar a causa que alguns pares de família i legisladors van manifestar la seva preocupació que els menors poguessin aprendre a jugar a la loteria de manera il·legal i anònima, tot i que Nintendo va assegurar el contrari.[40]

Circuits de so externs. La Famicom presentava dos pins per cartutx perquè així aquests proporcionessin un millor so extern. Al principi, es pretenia que aquests pins facilitessin aquesta funció al circuit de so extern del Famicom Disk System. No obstant això, el parell de pins es van remoure dels ports corresponents als cartutxos de la NES, recol·locant-los en el port d'expansió de la seva part inferior. Com a resultat, els cartutxos nord-americans no podien fer ús d'aquesta funcionalitat, per la qual cosa les versions NES tenien un nivell inferior de so comparat al de les seves homòlogues al Japó. Un exemple notable d'aquest problema s'evidencia en el títol Castlevania III: Dracula's Curse.
- Cablejat dels controls. En el disseny original de la Famicom els controls tenien un cablejat fix de tal manera que aquests no podien ser desconnectats. D'igual manera, el segon control tenia un micròfon intern que podia ser usat amb certs jocs, encara que mancava dels botons SELECT i START. Posteriorment, els controls i el micròfon es van eliminar de la redissenyada AV Famicom en favor d'un parell de ports de controlador de set pins situat en el panell frontal, un concepte implementat originalment en la NES.

- Circuit de tancament. A causa que la Famicom mancava d'un maquinari de tancament, l'aparició de cartutxos sense llicència (ja fossin legítims o de contraban) era una situació comuna al Japó i el Llunyà Orient. En contrast, la NES original (sense prendre en consideració a la NES 2) sí venia equipada amb un circuit de bloqueig denominat 10NES, per la qual cosa això va significar un major desafiament per als desenvolupadors de programari sense llicència. Temps després, algunes persones van descobrir que en desmuntar la NES i tallar el quart pin del circuit de bloqueig es podia canviar la manera de funcionament del xip de «tancat» a «obert», amb el que s'eliminaven tots els efectes del mateix en el sistema, possibilitant l'execució de jocs legals, pirates i importats.[41] A cada regió on es va arribar a comercialitzar Nintendo NES, presentava diferents circuits de tancament, per la qual cosa els títols venuts en una zona geogràfica no podien executar-se en les consoles d'una altra regió. Les zones conegudes són: EUA/Canadà (circuit de bloqueig 3.193), la major part d'Europa (3.195), Àsia (3.196) i Regne Unit, Itàlia i Austràlia (3.197). Tot i que dos tipus de circuits eren usats a Europa, les consoles del continent usualment venien empaquetades en caixes marcades amb la lletra «A» o «B» en la part frontal, la qual indicava si el joc era compatible amb sistemes del Regne Unit, Itàlia i Austràlia («A») o la resta d'Europa («B»). Els jocs d'aquesta última regió posseïen a més una llegenda que enunciava: «Aquest joc no és compatible amb les versions de Mattel o NES de Nintendo Entertainment System». De forma semblant, cada cartutx distribuït a la zona «A» deia textualment: «Aquest joc és compatible únicament amb les versions de Mattel o NES de Nintendo Entertainment System».

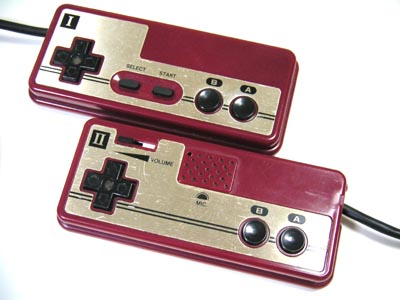
A diferència de la NES, els controls de la Famicom no podien desconnectar-se de la consola. El segon control mancava dels botons START i SELECT, els quals havien estat reemplaçats per un micròfon i un controlador de volum.

- Sortides d'àudio i video. La Famicom original disposava d'una connexió de modulador de RF per a les sortides d'àudio i video, mentre que la NES original venia acompanyada, a més del modulador RF, d'uns cables de sortida amb connector RCA de vídeo compost. Respecte a les versions modificades, l'AV Famicom presentava només un connector RCA, entretant la NES 2 comptava amb un únic modulador RF. Així, la NES d'Amèrica del Nord es va convertir en la primera consola de videojocs a comptar amb una sortida de video compost de connexió directa perquè, d'aquesta manera, les persones poguessin connectar el sistema a un monitor independent.

- Fabricació de cartutxos per empreses third-party. Al Japó, un total de sis entitats (Nintendo, Konami, Capcom, Namco, Bandai i Jaleco) es van encarregar de fabricar els cartutxos per la Famicom. L'anterior, va permetre a aquestes empreses desenvolupar els seus propis circuits personalitzats que eren dissenyats per a finalitats específiques, tals com els xips de so VRC 6 i VRC 7 de Konami, que van incrementar la qualitat del so en els seus jocs.

- Versions europees «Mattel» i «NES». Al Regne Unit, Itàlia i Austràlia, es van comercialitzar dues versions de la NES: la «Mattel» i la «NES».[42] Quan Nintendo NES va aparèixer per primera vegada en aquests països, va ser distribuïda per Mattel i Nintendo va decidir usar un circuit de tancament específic en aquesta àrea geogràfica, el qual era diferent al xip utilitzat en altres països europeus. Més tard, Nintendo es va fer càrrec de la distribució pel que les consoles van passar a adoptar la denominació de «versió NES». Les úniques diferències entre aquest parell de versions és el text que es troba en la tapa frontal i un refinament més llis en la part superior.

## Controls de joc
Els controls per la NES i la Famicom tenien un disseny a manera de maó oblong amb una simple disposició de quatre botons: dos botons rodons amb les lletres «A» i «B» en la seva superfície, un botó «START» i un botó «SELECT». Aquests utilitzaven el pad (entengui's per «comandament») direccional en forma de creu dissenyat per Gunpei Yokoi, emprat de Nintendo, per als sistemes Game & Watch de l'empresa, amb el propòsit de reemplaçar a les voluminoses palanques de control, les quals es venien usant de manera tradicional en consoles prèvies.
El model original de la companyia Famicom tenia dos controls de joc connectats a la part posterior. El segon control mancava dels botons «start» i «select», encara que comptava amb un petit micròfon. No obstant això, se sap amb certesa que pocs jocs van fer ús d'aquesta funcionalitat. D'igual forma, els botons A i B de les primeres unitats Famicom tenien forma quadrada. Temps després, haurien d'adoptar una forma circular després que es fes evident el fet que els botons quadrats es quedaven atrapats en la carcassa del control en pressionar-se, aspecte que provocava fallades en el maquinari i, a últimes instàncies, el congelament del sistema mentre es trobava en plena execució d'un joc.

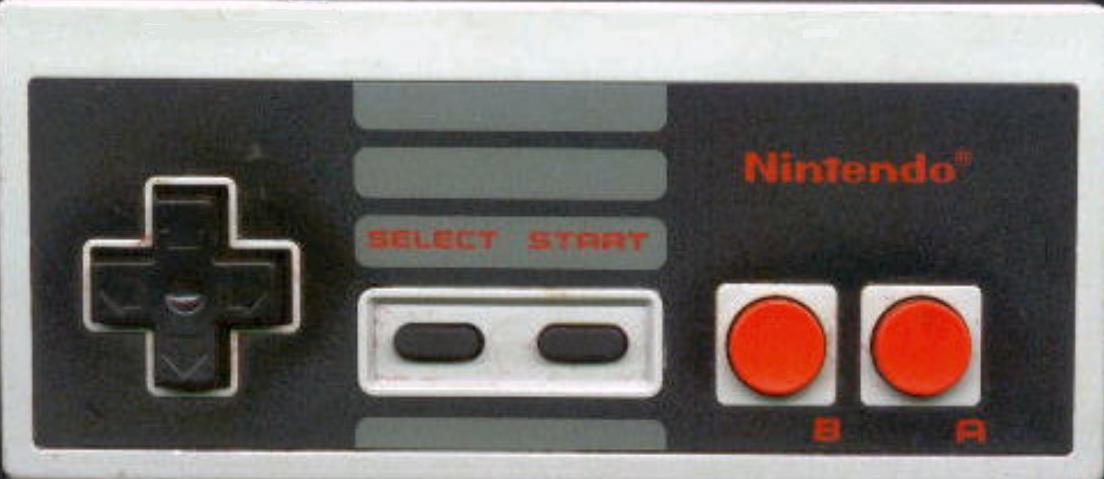
Els controls de la NES, l'esquema de la qual de colors era més refós amb tal de combinar amb els seus tons temperats, podien ser desconnectats i mancaven del micròfon existent en els primers controls de la Famicom.

Per evitar els controls amb cablejat fix, Nintendo NES presentava un disseny amb dos ports personalitzats de set pins situats en el frontal. A més, els dos controls de la NES eren idèntics entre si, a diferència dels controladors usats per la Famicom original.
En endavant, es van llançar diversos dispositius especials dissenyats precisament per usar-se amb jocs específics, encara que molt pocs d'aquests es van tornar populars. Entre aquests estan el NES Zapper (una pistola de llum), el Power Pad, el R.O.B., el LaserScope, el Vaus (control dissenyat per al joc Arkanoid) i el Power Glove (considerat com el primer perifèric d'interfície a recrear moviments de la mà en una pantalla de televisió o d'ordinador en temps real, així com antecessor del Wiimote). Al seu torn, la Famicom original era compatible amb certs dispositius a través d'un port d'expansió D-sub situat en la part frontal de la unitat. En el sistema NES, aquests dispositius es connectaven generalment en un dels dos ports usats per a la connexió dels controls, situats també en el frontal.

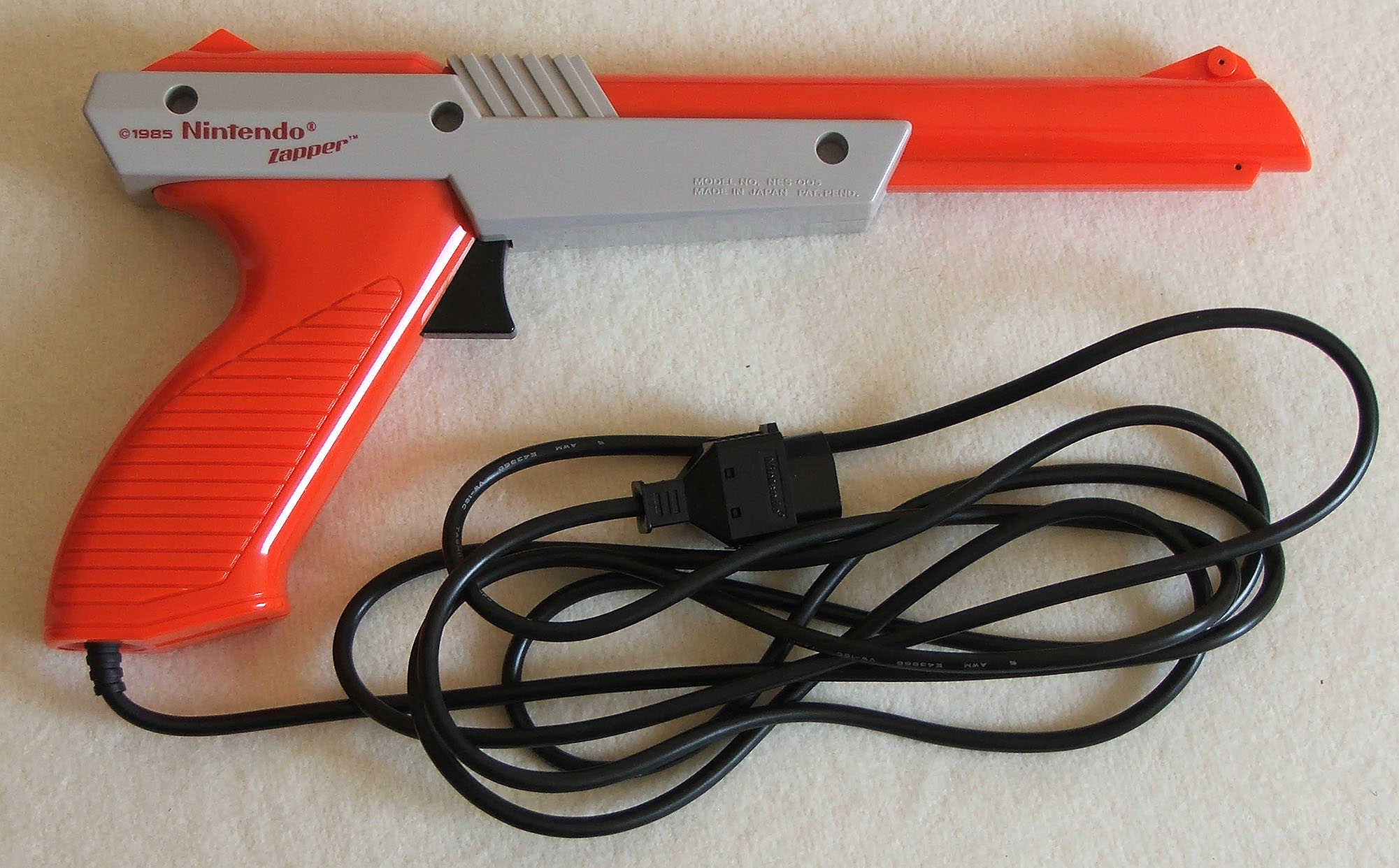
La pistola de llum NES Zapper, un dels accessoris usats per la NES.

A poc temps del cessament de Nintendo NES al mercat, i després del llançament de l'AV Famicom i la NES 2, es va modificar una mica el disseny dels controls. Tot i que el disseny dels botons va romandre intacte, els nous dispositius van abandonar l'aparença física d'un «maó» per adoptar la forma d'un «os de gos», un disseny reminiscent dels controls que s'haurien d'usar en la successora Super Nintendo. L'AV Famicom va imitar al seu equivalent internacional i va deixar d'usar els controladors de cablejat fix en favor de ports per desmuntar el controlador. No obstant això, els seus controls (malgrat imitar el disseny d'un «os de gos») tenien cables que eren d'aproximadament 91,4 centímetres de llarg, en contradicció amb la mesura estàndard d'1,8 metres de longitud que tenien els controls de la NES.
En anys recents, el control original de la NES s'ha convertit en un dels símbols més reconeguts del sistema. Nintendo ha imitat l'aspecte del control en productes recents, des de mercaderia promocional fins a versions d'edició limitada per les consoles portàtils Game Boy Advance SP i Game Boy Micro.

### Accessoris de la NES
A continuació es descriuen alguns accessoris de la NES:
- Nintendo Zapper: és una pistola de llum amb format de pistola, venuda com a accessori de l'original Nintendo Entertainment System el 1985 i el Nintendo Famicom el 1984. Alguns dels jocs, per a aquest accessori són : Hogan's Alley, Chiller, Operation Wolf, Freedom Force i Laser Invasion.
- R.O.B. (Robotic Operating Buddy): va ser un accessori creat per Nintendo per a la consola Nintendo Entertainment System. Es va llançar el 1984 al Japó com Famicom Robot, i un any després va aparèixer als Estats Units, amb el nom amb el qual ha passat a la història, el joc Gyromite Va ser llançat el 1985. Dins del joc Gyromite, havíem d'acomodar algunes peces, les mateixes que R.O.B. movia en rebre les instruccions mitjançant un sistema de llum semblant al de la Zapper.
- NES Cleaning Kit: Nintendo va intentar oferir un producte per arreglar els defectes de disseny, principalment el que ocasionava que els connectors de cada cartutx es tornessin susceptibles a la interferència per acció de la brutícia i la pols.
- Power Glove: Aquest accessori tractava d'un guant que ens permetia controlar els fets en pantalla amb moviments dels dits; va ser desenvolupat per Mattel i llançat al mercat el 1990; gràcies al seu disseny podíem guardar algunes accions en el moviment dels dits. Però només servia en dos jocs, Super Glove Ball i Bad Street Brawler. Fora d'aquests jocs no servia per res més. En altres títols servia com un pad tradicional.
- Famicom Disk System: Va ser un accessori llançat exclusivament al Japó que permetia a la Famicom executar disquets específics, que admetien un canal addicional de so i un emmagatzematge de les dades més eficient. Això va permetre que alguns jocs poguessin desar partida, com The Legend of Zelda, i que posteriorment serien adaptats a la NES. Jocs com Super Mario Bros.: The Lost Levels (allà conegut com a Super Mario Bros. 2) només es van disponibilitzar per a l'accessori. La Famicom Disk System va esdevenir obsoleta ràpidament degut a la constant millora de la tecnologia dels cartutxos.

## Defectes en el disseny del maquinari

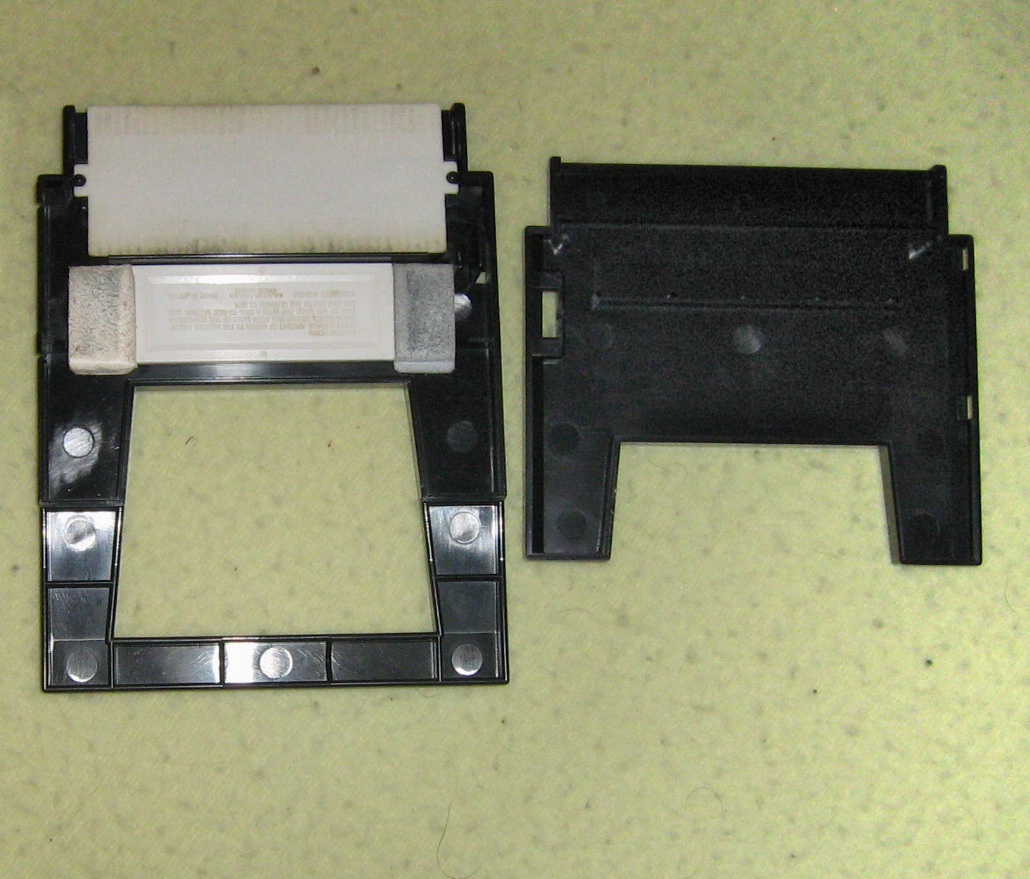
Amb el conjunt NES Cleaning Kit, Nintendo va intentar oferir un producte per arreglar els defectes de disseny, principalment el que ocasionava que els connectors de cada cartutx es tornessin susceptibles a la interferència per acció de la brutícia i la pols.

Quan Nintendo va distribuir la NES als Estats Units, el disseny era deliberadament diferent al d'altres consoles de videojocs. Això amb tal de distingir el seu producte dels competidors i prevenir la mala reputació que aquests sistemes havien adquirit a partir de la fallida financera de la indústria el 1983. Com a resultat d'aquesta filosofia va sorgir el sòcol (socket) frontal Zero Insertion Force (ZIF), dissenyat de tal forma que s'assemblés al mecanisme de càrrega frontal d'un VCR. Certament, el connector ZIF funcionava molt bé, sempre que tant el connector com el cartutx estiguessin nets i els pins del connector fossin nous. Desafortunadament, el ZIF no treballava realment amb «força d'inserció zero»: quan un usuari introduïa el «Game Pak» en la NES, la força exercida en pressionar el cartutx feia a baix i endins doblegava lleugerament els pins de contacte, a més de pressionar el tauler ROM del cartutx contra el cartutx mateix. Així, les insercions i extraccions repetides dels cartutxos ocasionaven que els pins s'erosionessin relativament ràpid, per la qual cosa el ZIF resultava ser més propens a la interferència per la brutícia i la pols en comparació a un connector industrial estàndard. De fet, l'elecció de materials que va fer Nintendo per a la manufactura de la NES va exacerbar el problema citat. A manera d'exemple, la ranura d'expansió estava feta d'un aliatge altament propens a la corrosió. Fins i tot certs perifèrics, com el popular cartutx manipulable Game Genie, tendien a incrementar encara més el problema, ja que doblegaven el mecanisme de càrrega frontal durant l'execució del cartutx. Recentment, fabricadores third party van estar produint clons daurats del connector de la NES per reemplaçar la peça existent i prevenir així la corrosió inherent.

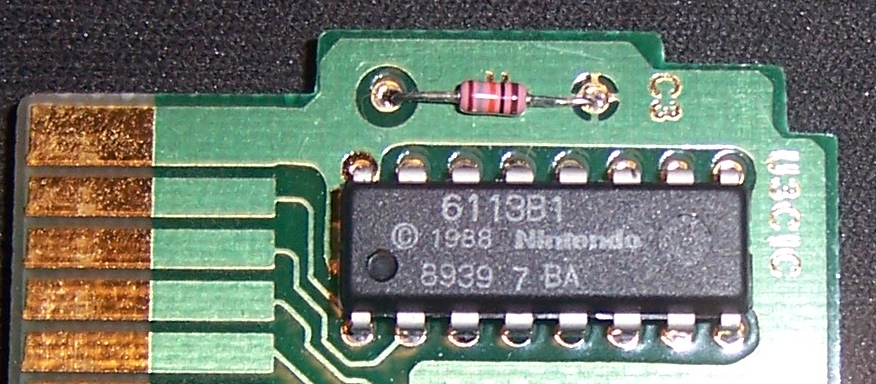
El circuit 10NES va contribuir als problemes de fiabilitat del sistema. Finalment, es va decidir substituir el xip en la nova NES 2.

Un altre inconvenient era el circuit de tancament 10NES, perquè provocava un infame problema de funcionament del sistema: la llum parpellejant vermella, que indicava si s'estava executant algun Game Pak, s'apagava i s'encenia contínuament. El xip era en si molt sensible, en requerir un moment precís per permetre l'arrencada del sistema. De nou compte, els connectors bruts, vells i doblegats podien interrompre la sincronització, provocant l'efecte de parpelleig. De forma alternada, la consola s'encenia només per mostrar una pantalla de color blanc, gris o verd. Els usuaris tractaven de solucionar aquesta fallada bufant en els connectors del cartutx, llepant el connector de vora, copejant un dels costats laterals del sistema després d'haver inserit un cartutx, movent el cartutx d'un costat a un altre després de la seva inserció, empenyent el sòcol ZIF cap amunt i a baix de manera repetida, o bé pressionant-ho més a baix del que hauria d'estar, així com netejant els connectors amb alcohol (tot i que Nintendo no recomanava fer això últim, tal com es mostrava en un avís situat en la part posterior del cartutx). Molts dels anteriors intents eren contraproduents, doncs es corria el risc de danyar la consola o el cartutx. Analitzant la situació, el 1989, Nintendo va llançar un conjunt oficial denominat NES Cleaning Kit, amb el qual pretenia ajudar els usuaris en la neteja dels cartutxos i dels sistemes NES que funcionaven deficientment.
Amb el llançament de la NES 2, cap al final del cicle de vida comercial de la NES, Nintendo va resoldre els problemes en canviar el circuit de bloqueig per un connector estandarditzat. Cal esmentar-se que els sistemes Famicom ja usaven connectors estàndard abans que aparegués la NES, un aspecte que hauria de reincidir en les següents videoconsoles de Nintendo: Super Nintendo i Nintendo 64.
En resposta a aquests defectes en el maquinari, van aparèixer els primers «Centres autoritzats de reparació de Nintendo» en territori nord-americà. Segons Nintendo, el programa d'autorització es va dissenyar per garantir que les consoles fossin reparades apropiadament. Nintendo havia de proveir les peces de recanvi necessàries únicament a les botigues adscrites al programa d'autorització. En la pràctica, el procés d'autorització solament consistia a pagar una quota a Nintendo pel privilegi. En tendències contemporànies, han sorgit diversos llocs que ofereixen peces de reparació, guies i serveis de Nintendo, amb el que s'hauria de substituir als centres establerts oficialment per Nintendo.

## Llicències athird-parties
El monopoli que Nintendo va aconseguir al mercat dels videojocs domèstics li va brindar un grau significatiu d'influència sobre la indústria que va arribar a excedir fins i tot a l'aconseguit per Atari en la seva època més reeixida (a finalitats dels anys 1970). No obstant això, a diferència de Atari, la qual mai va recolzar activament a desenvolupadors third-party (recorrent inclusivament a mitjans legals per obligar a Activision que cessés la producció de jocs per al sistema Atari 2600), Nintendo va concebre i va sustentar el involucramiento amb aquest tipus desenvolupadors baix estrictes termes. Així, podia instal·lar-se un circuit 10NES en cada consola, i un altre addicional en cada cartutx amb llicència oficial. Si el xip de la consola no podia detectar al seu equivalent en el cartutx, el joc no s'iniciaria. A causa de la producció controlada dels seus cartutxos, Nintendo era capaç de fer valer estrictes regles imposades als seus desenvolupadors third-party. Aquests últims havien de signar així mateix un contracte fet per Nintendo amb el qual es comprometien a desenvolupar exclusivament per al sistema. Aquest tipus de producció extremadament restringida hauria d'acabar per perjudicar a diverses third-parties petites: àdhuc si la demanda dels seus jocs era elevada, aquestes només podien obtenir els guanys que Nintendo els permetia aconseguir.

### Jocs sense llicència
Diverses empreses que, o bé es refusaven a pagar la quota de llicència, o que simplement havien estat rebutjades per Nintendo, aviat van trobar la forma d'eludir el seu sistema d'autenticació. La majoria d'aquest conjunt va crear circuits que usaven un pic de voltatge per desactivar temporalment el circuit 10NES en la NES. Alguns jocs sense llicència llançats a Europa i Austràlia venien en forma d'un cadenat electrònic que podia connectar-se amb un joc sense llicència, amb tal d'utilitzar el xip 10NES del joc patentat per al procés d'autenticació.
Amb un enfocament diferent i sota la denominació de Tengen, Atari Games va produir una línia de productes relacionats amb Nintendo NES. Així, l'empresa va aplicar enginyeria inversa per analitzar el mecanisme de bloqueig del sistema NES i amb l'objectiu de desenvolupar el seu propi circuit. No obstant això, Tengen també va obtenir una descripció de l'Oficina de Patents i Marques Registrades nord-americana mitjançant la falsa reclamació que necessitaven aquesta informació per defensar-se contra acusacions d'infracció en un cas legal. Com a resultat, Nintendo va demandar a Tengen per infringir els seus drets d'autor; Tengen no va poder provar que els documents patentats que havia obtingut il·legalment no havien estat utilitzats per l'equip d'enginyeria inversa. Les reclamacions antimonopolistes de Tengen contra Nintendo finalment mai es van resoldre.
No va ser sinó fins a la introducció de la Sega Mega Drive que Nintendo va començar a encarar a una competència real a nivell comercial, per la qual cosa a principis dels anys 1990 va haver de reconsiderar la seva postura cap als seus desenvolupadors, molts dels quals havien començat a desertar per altres sistemes. A partir de la reedició de la NES 2, es va eliminar el circuit 10NES com una mesura financera per reduir els costos. Els jocs llançats per la NES després d'aquest canvi encara incloïen un xip 10NES per poder funcionar amb la base instal·lada de les consoles originals.

### Versions Clonades

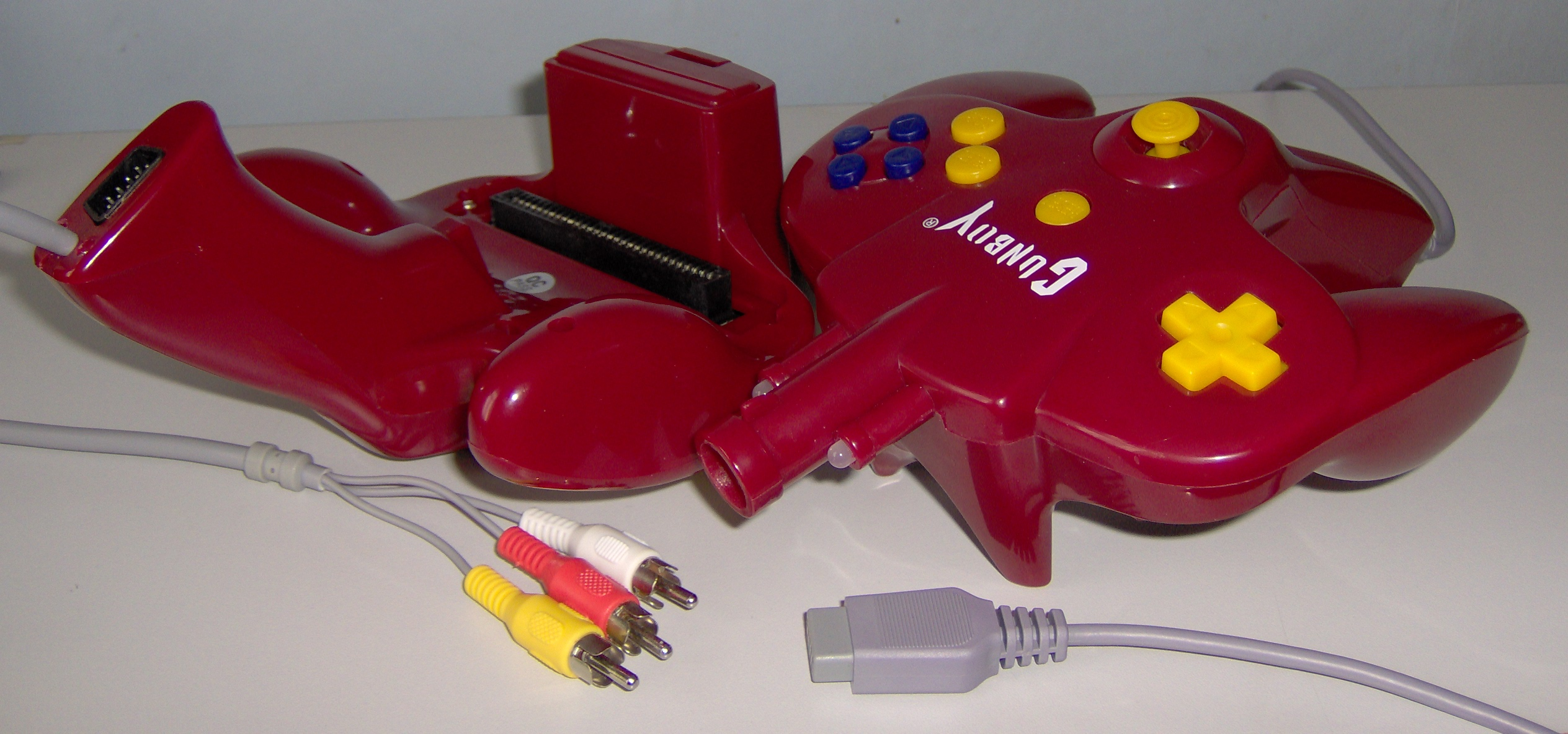
Al Brasil, la versió clonada de la NES és coneguda com «Gunboy»; en la imatge, un parell de controladors d'aquest sistema.

Durant els anys de major popularitat de la NES va sorgir un mercat pròsper de clons il·legals d'ella. Al principi, aquests sistemes van tenir una cobertura acceptable en aquells llocs on Nintendo no havia publicat una versió autèntica de Nintendo NES. Particularment, la versió soviètica «Dendy» (rus: Де́нди) —un clon sense llicència produït a Taiwan i comercialitzat a la desapareguda Unió Soviètica— va emergir com la videoconsola més popular de la seva època en aquest mateix gènere (versions clonades), arribant fins i tot a tenir una fama equiparable a l'experimentada per la NES/Famicom a Amèrica del Nord i Japó. De manera similar, l'adaptació Family Game, el disseny de la qual s'assemblava considerablement al de la NES original, es va vendre a l'Argentina, igual que la NASA, una altra còpia de la NES, es podia trobar en altres països d'Europa, com Espanya. Al Sud-est Asiàtic va aparèixer la Micro Genius (xinès simplificat: 小天才), mentre que en regions com Europa central i Polònia van sorgir sistemes com «Samurai» i «Pegasus», respectivament.
El mercat de les versions clonades sense llicència ha persistit fins i tot després que Nintendo cessés la seva producció. Alguns dels sistemes resultants més exòtics han anat més enllà de la funcionalitat del maquinari original, incloent variacions tals com un sistema portàtil amb pantalla LCD en color (conegut com a «PocketFami»). Uns altres han estat produïts amb tal d'abastar mercats especialitzats, com els «conjunts educatius per a ordinador», una sèrie de còpies dels jocs educatius de la NES que inclouen un teclat clonat de la Famicom BASIC, amb el que es transforma el sistema en una computadora personal primitiva. La creació de la tecnologia «NES On A Chip», que permetia reduir la placa mare de la NES a un petit circuit, va suposar un suport addicional important per aquest sistema.

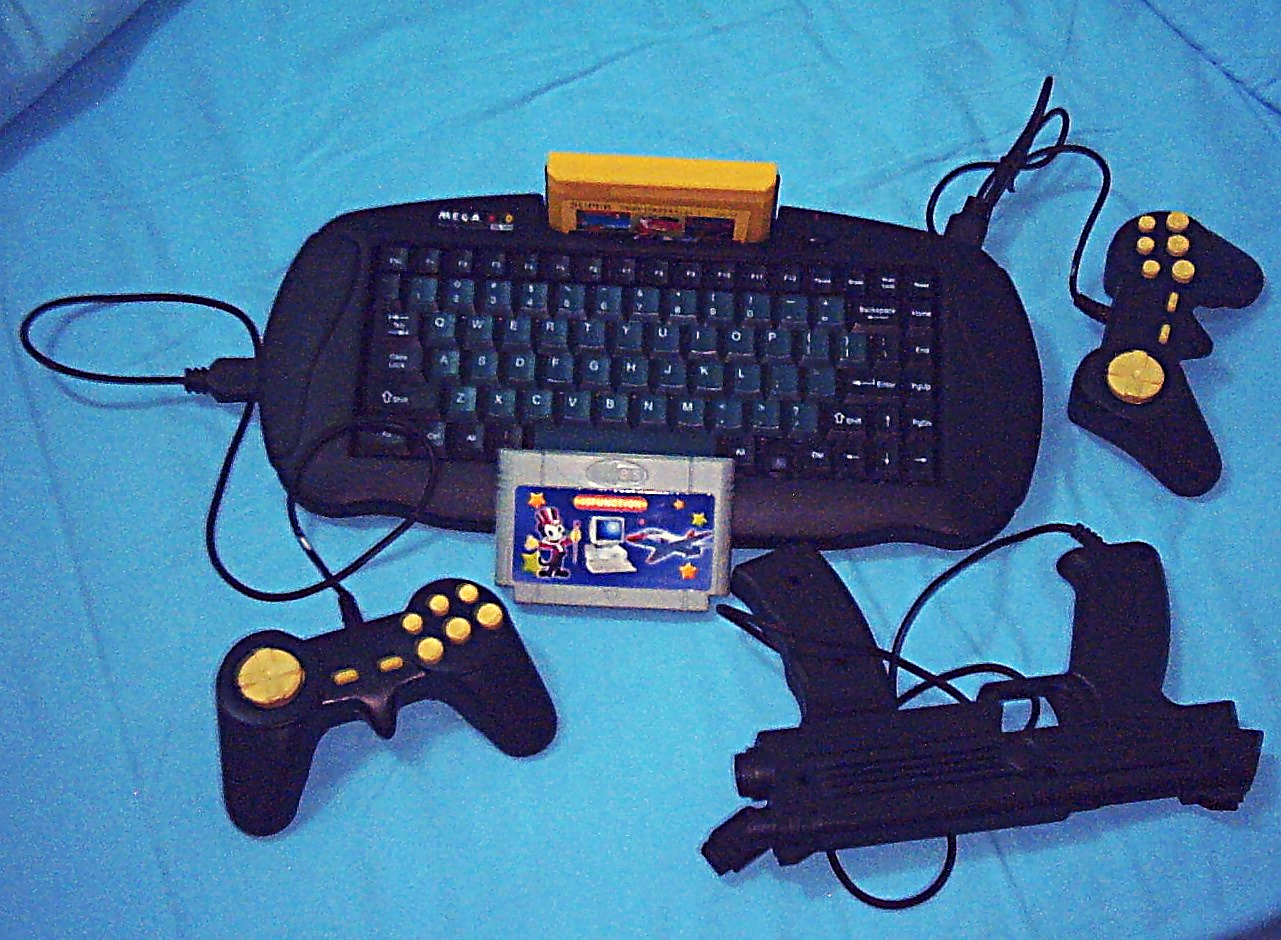
Una versió famiclon coneguda com a Mega Boy MK-1000.

Igual que ocorregués amb el cas dels cartutxos sense llicència, Nintendo va recórrer a accions legals per prohibir la manufactura i comercialització de maquinari clonat sense llicència. La majoria dels comerciants que distribueixen aquestes versions han inclòs còpies internes del programari llicenciat de Nintendo, la qual cosa hauria de considerar-se com una infracció als drets d'autor en la major part del món. El 2004 Nintendo of America va entaular una sèrie de demandes contra els productors de la línia Power Player Super Joy III, la qual es distribuïa a Amèrica del Nord, Europa i Austràlia.
Encara que la majoria dels clons de maquinari no es van produir sota la llicència de Nintendo, algunes empreses sí van obtenir l'autorització per produir dispositius compatibles amb la NES. L'empresa Sharp Corporation va produir almenys dues versions d'aquest tipus: la Twin Famicom i la televisió SHARP 19SC111. La primera era compatible tant amb els cartutxos de la Famicom com amb els discos del Famicom Disk System. Així mateix, venia en dos colors (vermell i negre) i feia ús de controladors amb cablejat fix (com la Famicom original), encara que la carcassa tenia un disseny diferent. La Sharp 19SC111 era una televisió amb una Famicom integrada. Un acord semblant es va realitzar amb Hyundai Electronics, la qual la va distribuir sota el nom «Comboy» a Corea del Sud. Aquesta resolució amb Hyundai era necessària, ja que en aquest moment, per mandat governamental, estaven prohibits tots els «productes culturals» japonesos en territori sud-coreà. Aquesta política va continuar vigent fins a 1998, convenint que, fins a aquest any, l'única manera que poguessin ingressar productes japonesos a la regió era a través de la llicència amb distribuïdors third-parties, el tret principal dels quals era no ser japonesos.

## Especificacions tècniques

### Carcassa Original

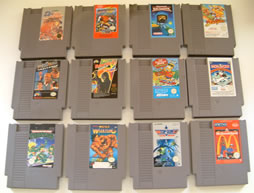
Els cartutxos europeus i nord-americans eren significativament més llargs que els seus homòlegs japonesos, encara que no eren tan amples com aquests.

La Famicom original japonesa estava feta predominantment de plàstic blanc, amb adorns en un to vermellós fosc. Tècnicament, tenia una ranura de càrrega per al cartutx en la part superior i solcs en tots dos costats de la carcassa, en els quals es podien guardar els controladors de cablejat mentre no eren usats.
D'altra banda, la versió original de la NES nord-americana tenia un disseny radicalment diferent; el seu esquema de colors consistia en dos tons diferents de gris, amb adorns en color negre. La ranura per als cartutxos estava coberta per una petita porta a força de frontisses que podia obrir-se per inserir o extreure un cartutx, així com tancar-se a qualsevol moment. Les dimensions d'aquest model eren d'aproximadament deu polzades d'ample per vuit de llarg i 3,5 d'alt. Quan s'obria, la porta del cartutx augmentava en una polzada l'altitud de la unitat.

### Model redissenyat
El model NES-101 de la Nintendo NES —conegut com a HVC-101 al Japó, així com top-loader (trad. lit. «carregador superior») en algunes regions nord-americanes, o informalment com NES 2— usa la mateixa combinació bàsica de colors, encara que guarda diverses diferències de caràcter subtil. L'interruptor de poder s'il·lumina amb un color vermell brillant, i es llisca en les posicions d'encès i apagat, de manera semblant a la Super Nintendo, en lloc del botó original que requeria prémer-se. A més, no comptava amb cap indicador de poder LED en la unitat. De manera similar a la Family Computer original, els cartutxos s'inserien en una ranura situada en la part superior. De fet, la NES 2 es va redissenyar a partir de la Super Nintendo, la qual cosa explica que tots dos sistemes tinguin en comú diverses característiques de disseny. A més, el model NES-101 és considerablement més compacte que el model original, mesurant sis polzades d'ample per set de llarg i 1,5 d'alt. També oferia tan sols sortides RF, contrari a les sortides RF i RCA que venien en la consola inicial, mentre que el model japonès HVC-101 de la Family Computer posseïa únicament connectors RCA.

### Cartutxos
Tots els cartutxos oficialment patentats a Amèrica del Nord (NTSC) i Europa (PAL), també coneguts com a «carts», mesuren 5,25 polzades (13,3 cm) d'alt, 4,75 (12 cm) d'ample i 0,75 polzades (2 cm) de gruix. En un inici, els carts de la NES eren assemblats amb cinc petits cargols ranurats; jocs posteriors (després de 1987) es van redissenyar de tal manera que incorporessin a un parell de clips de plàstic modelats en el propi material, amb el que ja no eren necessaris els dos cargols de la part superior. Aquesta és la raó per la qual els cartutxos de la NES més antics són referits com «5-screw» en anglès, diferenciant-se d'uns altres per les seves superfícies planes i, com el seu nom suggereix, pels cinc cargols que posseïen. En aquest mateix període, els cargols estàndard es van modificar a peces de 3,8 mm les quals, per les seves característiques, van venir a afermar les ROM per evitar la seva manipulació. La part posterior del cartutx té una etiqueta amb instruccions de maneig, la qual era de color gris per als jocs estàndard i daurada (o en rars casos, platejada) per als títols que requerien el suport d'una bateria. Amb l'excepció de The Legend of Zelda i Zelda II: The Adventure of Link, que poden aconseguir-se en carts de plàstic daurat, tots els cartutxos NTSC i PAL tenien una tonalitat de plàstic gris estandarditzada. Els carts que no tenien llicència eren produïts en els colors negre (Tengen, American Video Entertainment i Wisdom Tree), blau (Color Dreams i Wisdom Tree), daurat (Camerica) i transparent (jocs Action 52 i Cheetahmen II), sent una miqueta diferents en la forma i estil en comparació dels carts originals. Nintendo va produir també cartutxos grocs per al seu ús en els Nintendo Service Centers, encara que aquests prototips mai van estar disponibles a la venda per als consumidors.
D'altra banda, els cartutxos de la Famicom es diferenciaven en les mides — només 3 polzades de llarg (7,6 cm) i 5,3 (13,5 cm) d'ample— i en la interfície (els jocs de la NES usaven una de 72 pins, mentre els de Famicom tenien un disseny de 60 pins). Alguns dels seus jocs primerencs (principalment Gyromite) eren realment PCBs i ROMs propis de la Famicom amb una interfície de 60 pines, que posseïen un convertidor intern per a la seva execució en el sistema. A diferència dels jocs de la Nintendo NES, els carts oficials de la Famicom eren produïts en diversos colors de plàstic. Posteriorment, es van posar a la venda uns adaptadors que permetien que els títols de la Famicom fossin reproduïts en les consoles NES, i que eren semblants en el seu disseny als de l'accessori Game Genie.

### Unitat central de procés

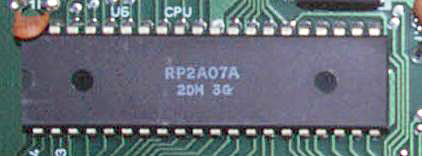
La versió de la NES comercialitzada en regions PAL incorporava una CPU Ricoh 2A07.

Per la seva unitat central de procés, la NES usa un microprocessador de 8 bits produït per Ricoh i basat en un nucli MOS Technology 6502. Així mateix, incorpora un maquinari estàndard de so i un controlador de DMA on-die. Per estalviar una mica d'espai en el silici, la CPU Ricoh va ometre el comando BCD (codi binari decimal) del nucli 6502. Les versions NTSC (Amèrica del Nord i Japó) usen la Ricoh 2A03 (o RP2A03), que funciona a 1,79 MHz. D'altra banda, les versions PAL (Europa i Austràlia) utilitzen la Ricoh 2A07 (o RP2A07), que és idèntic al model 2A03 excepte pel fet que funcionen a una freqüència de rellotge més lenta, 1,66 Mhz i, per tant, presenten un ajust en el seu maquinari de so.

### Memòria
La Nintendo NES conté dues KB de memòria d'accés aleatori (RAM) interna. Un cartutx de joc pot arribar a contenir RAM expandida per incrementar aquesta xifra. Així mateix, compta amb 2 KB de RAM de vídeo que són utilitzats per la unitat de processament d'imatges (PPU), 256 bytes de RAM sprite i una mica de RAM de paleta (usada per mostrar els gràfics en la pantalla). El sistema suporta fins a 32 KB del programa ROM, encara que pot ser ampliat per ordres de magnitud mitjançant el procés de commutació de bancs (en anglès, bank switching) —consistent a augmentar la quantitat de memòria RAM i ROM adreçable sense estendre el bus de dades; aquesta tècnica també s'utilitzava per configurar un sistema en moments diferents, per exemple, una ROM indispensable per iniciar un sistema des d'un disquet podia ser canviada una vegada que ja no es requerís. A més, els cartutxos podien contenir 8 KB de SRAM (coneguda també com a «memòria estàtica») i 8.168 bytes (aproximadament 8 KB) d'espai de dades reservat com a «zona d'expansió». Un altre tipus de memòria disponible en el cartutx era la VRAM (Video Random Access Memory) —el maquinari de mapatge inclòs en el cartutx permetia expandir la memòria de vídeo més enllà de 12 KB).

### Vídeo
La NES utilitza una unitat de processament d'imatges (PPU) estàndard desenvolupada per Ricoh. La versió del processador usada en els models NTSC, designada com RP2C02, opera a 5,37 MHz, mentre que la versió utilitzada en els models PAL, cridada RP2C07, funciona a 5,32 MHz. Tant el RP2C02 com el RP2C07 tenen una sortida de vídeo compost. Les versions especials del maquinari de la NES, dissenyades per al seu ús en jocs arcade, usen altres variacions de la PPU. La PlayChoice-10 usa el RP2C03, que funciona a 5,37 MHz amb una sortida de vídeo RGB en freqüències NTSC. Dues variacions diferents es van usar en el conjunt Nintendo Vs: el RP2C04 i el RP2C05. Ambdues operen a 5,37 MHz i proporcionen una sortida de vídeo RGB en freqüències NTSC. A més, tots dos fan ús de paletes irregulars per prevenir l'intercanvi fàcil de ROM dels jocs.«Unisystem VS schematic» (pdf). [Consulta: 6 juny 2007].
Totes les variacions de la PPU tenen dues KiB de RAM de video, 256 bytes de RAM on-die atribuïble (coneguda com a «OAM») per posicionar els sprites i 28 bytes addicionals de RAM on-die de paleta per permetre la selecció del fons de pantalla i els colors dels mateixos mapes de bits ja esmentats. Aquesta memòria s'emmagatzema separadament en busos interns de la PPU. Els 2 KiB de memòria RAM interna poden usar-se per dissenyar mapes i atributs en el tauler de la NES, així com 8 KiB de ROM o RAM poden incloure's en un cartutx a manera de patró de mosaics. Usant el «mètode de paginació» (bank switching), es pot utilitzar virtualment qualsevol suma de memòria addicional des d'un cartutx, sent només limitat pels costos de fabricació.
El sistema disposa també d'una paleta de colors formada per un conjunt de cinc grisos i 48 colors. Els colors vermell, verd i blau poden enfosquir-se de manera individual en regions específiques de la pantalla, usant per a això, i de forma acurada, codis temporals. Un total de fins a 25 colors poden ser usats en una sola línia d'exploració: un color de fons, quatre sets de tres colors de mosaic més quatre conjunts de tres colors de sprite. Aquest total no inclou desacentuación o suavizamiento de contrastos.
Un total de 64 sprites poden mostrar-se en la pantalla al mateix temps sense que sprites recarregats apareguin en la meitat de la pantalla. Els sprites poden tenir una resolució de vuit per vuit píxels, o de vuit per 16 píxels, encara que l'elecció ha de fer-se globalment i afecta a tots els sprites. Fins a vuit sprites es poden presentar en una única línia d'exploració, usant un flag per indicar en quin moment els sprites addicionals han caigut. Aquest flag permet la rotació de les prioritats dels sprites al programari, incrementant la xifra màxima de sprites, encara que comunament ocasiona un efecte de parpelleig.
La PPU permet solament una capa de scrolling horitzontal, tot i que aquesta pot canviar-se per una capa basada en cada línia de pantalla. Certament, existeixen mètodes de programació més avançats que permeten fer aquesta mateixa funció amb el scrolling vertical.
La resolució de pantalla estàndard de la NES és de 256 píxels horitzontals per 240 píxels verticals. Comunament, els jocs dissenyats per al sistema NTSC tenien una resolució efectiva de només 256 per 224 píxels, de manera que les vuit línies del fons i de la part superior de la pantalla no són visibles en la majoria dels televisors. Per a memòria addicional de video de banda ampla, era igualment possible apagar la pantalla abans que l'escombratge de trama aconseguís la part inferior de la pantalla.
Els connectors de sortida de video variaven d'un model a un altre. La Famicom japonesa original només disposava d'un modulador RF. Quan es va llançar al mercat a Amèrica del Nord i Europa, se li va afegir un connector RCA per video compost a més del modulador RF. La AV Famicom no tenia modulador RF i va adoptar una sortida de video compost a través d'un connector multisortida patentat de dotze pins, mateix que s'havia introduït per primera vegada en la Super Famicom/Super Nintendo. D'altra banda, la reedició nord-americana de la NES, la NES 2, s'assemblava més al model de la Famicom original, en què disposava únicament d'un modulador RF per a la sortida de vídeo. Finalment, la PlayChoice-10 utilitzava una sortida de video RGB invertida.

### Àudio
La placa base de la NES suportava un total de cinc canals de so, entre els quals s'incloïen dos canals d'ona de pols de cicle de treball variable —un cicle de treball es defineix com la fracció de temps que un sistema es troba en estat «actiu»— (12,5%, 25%, 50% i 75%), amb un control de volum de 16 nivells i un maquinari de portament, suportant freqüències en un rang de 54 Hz a 28 kHz. Els canals addicionals incloïen un canal d'ona triangular de volum fix que suportava freqüències de 27 Hz a 56 kHz, un canal de soroll blanc amb 16 nivells de volum que suportava dues maneres (ajustant les entrades en un LFSR) en 16 freqüències preprogramades, i un canal de modulació d'impulsos diferencials (DPCM) amb sis bits de rang, que feia ús d'una codificació delta d'un bit en 16 freqüències de mostreig preprogramades de 4,2 kHz a 33,5 Khz. Aquest últim canal era capaç així mateix de reproduir so estàndard PCM mitjançant l'escriptura dels valors individuals de set bits en intervals de temps.

### Resum d'especificacions tècniques
CPU: Processador manufacturat per Ricoh de 8 bits basat en MOS Technology 6502, amb 4 generadors de tons (dos quadrats, un triangle, un soroll), un dispositiu DAC, i Controlador DMA restringit. Conté 2 KB de RAM interna.
- Diferències segons regions:
  - Versió NTSC, cridada RP2A03, 1,79 MHz
  - Versió PAL, cridada RP2A07, 1,66 MHz
  - Els sistemes PlayChoice-10 i Nintendo Vs van usar la CPU de la versió NTSC.
- RAM: 2 KB, amb opció d'utilitzar una expansió si estava present en el cartutx.
- PPU: Processador de vídeo Ricoh
- Diferències segons regions:
  - Versió NTSC, cridada RP2C02, 5,37 MHz amb sortida de vídeo compost.
  - Versió PAL, cridada RP2C07, 5,32 MHz amb sortida de vídeo compost.
  - Versió PlayChoice-10 (PC10), cridada RP2C03, 5,37 MHz amb sortida de vídeo RGB (a freqüències NTSC).
  - Versions Sèrie Nintendo Vs.Nintendo Vs. cridades RP2C04 i RP2C05, 5,37 MHz amb sortida de vídeo RGB (amb freqüències NTSC) usant taujanes irregulars.
- Paleta: 48 colors i cinc grisos a la taujana base; vermell, verd, i blau es poden enfosquir individualment en regions específiques de la pantalla usant codi temporitzat.
- Colors en pantalla: 52 colors en una línia d'escaneig (color de fons + 4 conjunts de 3 colors de quadre + 4 conjunts de 3 colors de sprite).
- Animacions (sprites) recolzades per maquinari.
  - Sprites en pantalla: 64 (sense recarrega a la meitat de pantalla).
  - Grandàries de sprite: 8x8 o 8x16 píxels.
- Memòria de video: PPU connectada a 32 KB de vídeo RAM. PPU conté 2 KB de RAM intern atribuïble/de quadre; 256 bytes de RAM de posició de sprite; 28 bytes de RAM de paleta (que permet selecció de color de fons); 8 KB de ROM/RAM de patrons de quadres en el cartutx.
- Resolució: 256x240 píxels.
- Connectors:
- Ports per a control: 2
- Ranura de cartutxos de joc de 72 pins
- Badia d'extensió
- Sortida d'àudio video monaural
- Sortida de video compost RF
- Entrada de corrent DC